# NOW Dance 2005
NOW Dance 2005 er et dansk opsamlingsalbum udgivet 18. november 2005 af NOW Music. 

## Spor

### Disc 1
1. Deep Dish vs. Dire Straits: "Flashing For Money" (Radio Edit)
2. Eric Prydz: "Call On Me"
3. Sunset Strippers: "Falling Stars" (Radio Edit)
4. Lil Love: "Little Love" (Radio Mix)
5. Röyksopp: "49 %" (Mandy Remix)
6. Daft Punk: "Robot Rock" (Soulwax Remix)
7. Depeche Mode: "Enjoy The Silence" (Ewan Pearson Extended Mix)
8. Michael Gray: "The Week-End" (Radio Mix)
9. Brother & Sister: "Pulse" (Phatkat Aka Filur Remix)
10. Jon: "Popstar" (Double T's Strip Down Mix)
11. Holderman: "Left Right Switch" (Radio Edit)
12. Bon Garçon: "Freek U" (Full Intention Radio Edit)
13. Ron Gelfer: "Let Me Love U" (Radio Edit)
14. Michael Woods & Judge Jules feat. Marcella Woods: "So Special" (Dallas Superstars Remix)
15. Global Deejays: "The Sound Of San Francisco" (Nordic Progressive Edit)
16. Christian Walz: "Wonderchild" (Madskilz Extended)
17. Infernal: "From Paris To Berlin"

### Disc 2
1. The Chemical Brothers: "Galvanize"
2. Les Rythmes Digitales: "Jacques Your Body"
3. Uniting Nations: "Out Of Touch"
4. Vinylshakerz: "Club Tropicana" (Vinylshakerz Screen Cut)
5. Zoo Gang: "I Like To Move It" (Jens O. Radio Edit)
6. Supafly vs. Fishbowl: "Let's Get Down" (Radio Edit)
7. Dancing DJs feat. Roxette: "Fading Like A Flower" (Radio Edit)
8. Juliet: "Avalon"
9. Brooke Valentine: "Long As You Come Home"
10. David Guetta: "The World Is Mine"
11. Cato Azul: "La Guitarra" (Radio Edit)
12. U-Facilities feat. Caroline: "Deeper Love" (Radio Edit)
13. Soulwax: "NY Lipps" (Radio Edit)
14. Jamiroquai: "Seven Days In Sunny June" (Steve Mac Remix)
15. Xpress 2: "Give It" (Edit)
16. Body Rockers: "I Like The Way" (Radio Edit)
17. Rev Run: "Mind The Road"
18. Inez: "Stronger" (Weekend Wonderz Edit)